# Rubens Paim Sampaio
Rubens Paim Sampaio (Cruzeiro, 25 de novembro de 1934) é um ex-militar brasileiro, acusado de praticar torturas e do desaparecimento de opositores do regime, durante a Ditadura militar no Brasil.
É acusado de ser um dos membros da Casa da Morte, na cidade de Petrópolis, local onde funcionava um centro clandestino de tortura e assassinatos criado pelos órgãos de repressão da ditadura militar brasileira. Lá diversos presos políticos capturados foram torturados e assassinados por militares durante a década de 70. Na casa foi visto matando um preso, um jovem enlouquecido que via um tigre no jardim.
Pelos serviços prestados recebeu a Medalha do Pacificador do Exército Brasileiro.
Em 2012 vivia em um barro de classe média em Resende, no Rio de Janeiro, junto com sua esposa, Jeane Sampaio.